# Liste du patrimoine mondial en Corée du Sud
Cet article recense les sites inscrits au patrimoine mondial en Corée du Sud.

## Statistiques
La Corée du Sud (République de Corée pour l'UNESCO) accepte la Convention pour la protection du patrimoine mondial, culturel et naturel le 14 septembre 1988. Les premiers sites protégés sont inscrits en 1995.
En 2025, la Corée du Sud compte 17 sites inscrits au patrimoine mondial, 15 culturels et 2 naturels. 
Le pays a également soumis 11 sites à la liste indicative, 7 culturels et 4 naturels.

## Listes

### Patrimoine mondial
Les sites suivants sont inscrits au patrimoine mondial :
| Id.  | Site                                                                               | Province                                                                                        | Année | Superficie (ha) | Critères et notes | Coordonnées                              | Illus. |
| ---- | ---------------------------------------------------------------------------------- | ----------------------------------------------------------------------------------------------- | ----- | --------------- | --- | ---------------------------------------- | ------ |
| 1477 | Aires historiques de Baekje                                                        | Chungcheong du Sud                                                                              | 2015  | 135             | Culturel, (ii), (iii) Comprend 8 sites : forteresse de Gongsanseong, tombes royales de Songsan-ri, site archéologique de Gwanbuk-ri et forteresse de Busosanseong, temple de Jeongnimsa, tombes royales de Neungsan-ri, remparts de Naseong, site archéologique de Wanggung-ri et temple de Mireuksa. | 36° 27′ 43″ nord, 127° 07′ 38″ est       |        |
| 816  | Ensemble du palais de Changdeokgung                                                | Séoul                                                                                           | 1997  |                 | Culturel, (ii), (iii), (iv) | 37° 33′ 00″ nord, 126° 58′ 59″ est       |        |
| 817  | Forteresse de Hwaseong                                                             | Gyeonggi                                                                                        | 1997  |                 | Culturel, (ii), (iii) | 37° 16′ 19″ nord, 127° 00′ 29″ est       |        |
| 1591 | Getbol, étendues cotidales coréennes                                               | Chungcheong du Sud, Jeolla du Nord, Jeolla du Sud                                               | 2021  | 128 411         | Naturel, (x) Comprend 4 sites : Seocheon Getbol, Gochang Getbol, Shinan Getbol et Boseong-Suncheon Getbol | 34° 49′ 43,76″ nord, 126° 06′ 16″ est    |        |
| 736  | Grotte de Seokguram et temple Bulguksa                                             | Gyeongsang du Nord                                                                              | 1995  |                 | Culturel, (i), (iv) | 35° 46′ 59″ nord, 129° 21′ 00″ est       |        |
| 1264 | Île volcanique et tunnels de lave de Jeju                                          | Jeju-do                                                                                         | 2007  | 9 475           | Naturel, (vii), (viii) | 33° 28′ 08″ nord, 126° 43′ 12″ est       |        |
| 1439 | Namhansanseong                                                                     | Gyeonggi                                                                                        | 2014  | 409             | Culturel, (ii), (iv) | 37° 28′ 44″ nord, 127° 10′ 52″ est       |        |
| 1740 | Pétroglyphes le long de la rivière Bangucheon                                      | Ulsan                                                                                           | 2025  | 43,69           | Culturel, (i), (iii) | 35° 36′ 30″ nord, 129° 10′ 26″ est       |        |
| 738  | Sanctuaire de Jongmyo                                                              | Séoul                                                                                           | 1995  | 19              | Culturel, (iv) | 37° 33′ 00″ nord, 126° 58′ 59″ est       |        |
| 1562 | Sansa, monastères bouddhistes de montagne en Corée                                 | Jeolla du Sud, Chungcheong du Nord, Chungcheong du Sud, Gyeongsang du Nord, Gyeongsang du Sud   | 2018  | 55,43           | Culturel, (iii) Comprend 7 sites : Tongdosa (en), Buseoksa, Bongjeongsa , Beopjusa, Magoksa, Seonamsa (en), Daeheungsa (en) | 36° 32′ 31″ nord, 127° 49′ 60″ est       |        |
| 1498 | Seowon, académies néo-confucéennes coréennes                                       | Chungcheong du Sud, Daegu, Gyeongsang du Nord, Gyeongsang du Sud, Jeolla du Nord, Jeolla du Sud | 2019  | 102,49          | Culturel, (iii) Comprend 9 sites : Sosu Seowon, Namgye Seowon, Oksan Seowon, Dosan Seowon (en), Piram Seowon, Dodong Seowon, Byeongsan Seowon, Museong Seowon, Donam Seowon | 36° 43′ 38,27″ nord, 128° 50′ 36,34″ est |        |
| 977  | Sites de dolmens de Gochang, Hwasun et Ganghwa                                     | Incheon, Jeolla du Nord, Jeolla du Sud                                                          | 2000  | 52              | Culturel, (iii) | 34° 58′ 01″ nord, 126° 55′ 44″ est       |        |
| 737  | Temple d'Haeinsa Janggyeong Panjeon, les dépôts des tablettes du Tripitaka Koreana | Gyeongsang du Sud                                                                               | 1995  |                 | Culturel, (iv), (vi) | 35° 48′ nord, 128° 06′ est               |        |
| 1319 | Tombes royales de la dynastie Joseon                                               | Gyeonggi, Séoul                                                                                 | 2009  | 1 891           | Culturel, (iii), (iv), (vi) Comprend 18 sites. | 37° 11′ 49″ nord, 128° 27′ 11″ est       |        |
| 1666 | Tumuli de Gaya                                                                     | Gyeongsang du Nord, Gyeongsang du Sud, Jeolla du Nord                                           | 2023  | 189             | Culturel, (iii) Comprend 7 sites : Tumuli de Daeseong-dong, de Marisan, de Okjeon, de Jisan-dong, de Songhak-dong, de Yugok-ri et de Durak-ri, de Gyo-dong et de Songhyeon-dong | 35° 14′ 14″ nord, 128° 52′ 25″ est       |        |
| 1324 | Villages historiques de Corée : Hahoe et Yangdong                                  | Gyeongsang du Nord                                                                              | 2010  | 600             | Culturel, (iii), (iv) | 36° 32′ 20″ nord, 128° 31′ 01″ est       |        |
| 976  | Zones historiques de Gyeongju                                                      | Gyeongsang du Nord                                                                              | 2000  | 2 880           | Culturel, (ii), (iii) | 35° 47′ 20″ nord, 129° 13′ 37″ est       |        |

### Liste indicative
Les sites suivants sont inscrits sur la liste indicative.
| Site                                                          | Province                         | Type                                  | Date | Superficie (ha) | Lien | Notes                          | Coordonnées                                                 | Illus. |
| ------------------------------------------------------------- | -------------------------------- | ------------------------------------- | ---- | --------------- | ---- | ------------------------------ | ----------------------------------------------------------- | ------ |
| Ancienne forteresses de montagnes de Corée centrale           | Chungcheong du Nord              | Culturel (iii), (iv), (v)             | 2010 |                 | 5488 |                                |                                                             |        |
| Bouddhas de pierre et pagodes du temple de Hwasun Unjusa (en) | Jeolla du Sud                    | Culturel (i), (iii), (iv)             | 2017 |                 | 6171 |                                | 34° 55′ 32″ nord, 126° 52′ 47″ est                          |        |
| Enceinte de Séoul                                             | Séoul                            | Culturel (ii), (iii), (iv), (vi)      | 2012 |                 | 5781 |                                | 37° 59′ 31″ nord, 127° 37′ 30″ est                          |        |
| Naganeupseong, forteresse et village                          | Jeolla du Sud                    | Culturel (iii), (iv), (v), (vi)       | 2011 |                 | 5598 |                                | 34° 54′ 25″ nord, 127° 20′ 20″ est                          |        |
| Réserve naturelle du Seoraksan                                | Kangwon                          | Naturel (vii), (x)                    | 1994 |                 | 386  |                                | 38° 09′ 00″ nord, 128° 24′ 25″ est                          |        |
| Salines                                                       | Jeolla du Sud                    | Culturel (iii), (v)                   | 2010 |                 | 5484 | Salines de Yeonggwang et Sinan | 35° 15′ 58″ N, 126° 19′ 55″ E 34° 59′ 35″ N, 126° 10′ 34″ E |        |
| Sites de dinosaures fossiles de la côte sud                   | Gyeongsang du Sud, Jeolla du Sud | Naturel (viii), (ix), (x)             | 2002 |                 | 1640 | 5 sites                        |                                                             |        |
| Sites de fours du district de Gangjin                         | Jeolla du Sud                    | Culturel (ii), (iii), (iv), (v), (vi) | 1994 |                 | 385  |                                | 34° 38′ nord, 126° 46′ est                                  |        |
| Vasières de la côte sud-ouest                                 | Jeolla du Sud                    | Naturel (vii), (viii), (ix)           | 2010 |                 | 5482 | 6 sites                        |                                                             |        |
| Village d'Oeam                                                | Jeolla du Sud                    | Culturel (iii), (iv), (v), (vi)       | 2011 |                 | 5599 |                                | 36° 43′ 52″ nord, 127° 00′ 50″ est                          |        |
| Zones humides d'Upo                                           | Gyeongsang du Sud                | Naturel (vii), (x)                    | 2011 |                 | 5576 |                                | 35° 33′ 07″ nord, 128° 24′ 54″ est                          |        |